# تكساس باتل
تكساس باتل (بالإنجليزية: Texas Battle)‏ مواليد 9 أغسطس 1976 في هيوستن، هو ممثل أمريكي بدأ مسيرته الفنية سنة 2002.

## الأعمال
- ذا بولد أند ذا بيوتيفول
- الوجهة النهائية 3
- المدرب كارتر
- تل الشجرة الواحدة

## روابط خارجية
- تكساس باتل على موقع IMDb (الإنجليزية)
- تكساس باتل على موقع روتن توميتوز (الإنجليزية)
- تكساس باتل على موقع ألو سيني (الفرنسية)
- تكساس باتل على موقع أول موفي (الإنجليزية)
- تكساس باتل على موقع قاعدة بيانات الأفلام السويدية (السويدية)
- تكساس باتل على موقع قاعدة بيانات الفيلم (الإنجليزية)
- تكساس باتل على موقع كينوبويسك (الروسية)